# 常川貴扶
常川 貴扶 （つねかわ たかお、1973年- ）は、日本で活動する建築家。デザイナー。「∩ cap design studio」（株式会社キャップデザインスタジオ） 代表。一級建築士。

## 経歴
- 岐阜県生まれ。
- 1997年 日本大学理工学部建築学科卒業。
- 1997年 入江三宅設計事務所入所。
- 2001年〜 ∩ cap design studio 主宰。
- 2006年〜 デザイン研究所で講師。

## 主な作品
- 再開発(愛宕グリーンヒルズ・六本木ヒルズ)
- 港屋：西新橋(立ち食いそば）
- cot：西麻布（フレンチレストラン）
- ahill アヒル：西麻布・銀座（鉄板フレンチ）
- HopMan：茅ヶ崎（ビアカフェ）
- One Garden：西麻布・渋谷（和食ダイニング）
- 56design：千葉市（バイクアパレル）
- Curious：上石神井（子供雑貨）
- ジュリエッタ：我孫子（イタリアン）
- La FinS ラ フィネス：新橋（フレンチレストラン）
- するり：新宿（和食ダイニング）
- Lyla ライラ：赤坂（フレンチレストラン）
- いまここ：神泉（和食）
- うさぎや：日本橋（そば）
- 一房一献：茅ヶ崎（焼き鳥/和食）
- むこたま：柏（卵販売所）
- 紀風：恵比寿（日本料理）
- La Paix  ラペ：日本橋（フレンチ）
- はるきや：茗荷谷（そば）
- le sputnik:六本木（フレンチ）
- 滝田商店：上野（仏壇店/本社ビル）
- テンポドーロ：熱海（イタリアン）
- 鮨屋　小野　：恵比寿（鮨）
- いまここ 別邸：神泉（和食）
- サンプリシテ：代官山（フレンチ）
- 百楽 ：銀座（和食）